# بخش بربرود غربی
بخش بربرود غربی یکی از بخش‌های شهرستان الیگودرز در استان لرستان ایران است. مرکز این بخش شهر شاپور اباد می باشد

## جمعیت
براساس سرشماری مرکز آمار ایران در سال ۱۳۹۵، جمعیت بخش بربرود غربی ۹۳۳۵ نفر بوده‌است.

## تقسیمات کشوری
بخش بربرود غربی از دو دهستان تشکیل شده‌است:
- دهستان بربرود غربی
- دهستان فرسش